# M4 Sherman
El M4 Sherman, oficialmente Medium Tank, M4, fue el tanque medio más utilizado por los Estados Unidos y los aliados occidentales en la Segunda Guerra Mundial. El M4 Sherman demostró ser confiable, relativamente barato de producir y disponible en grandes cantidades. Miles fueron distribuidos a través de la Ley de Préstamo y Arriendo al Imperio Británico y la Unión Soviética. El tanque fue nombrado por los británicos a partir del general de la guerra de Secesión William Tecumseh Sherman.
El M4 Sherman evolucionó a partir del M3 Lee, que tenía su armamento principal montado en un afuste con estabilizador lateral. Una característica especial del Sherman era un giroestabilizador de un eje, sin embargo, no era lo suficientemente preciso como para permitirle disparar cuando se movía, pero sí ayudaba a mantener la retícula en el objetivo, de modo que cuando el tanque se detenía para disparar, el cañón apuntaba más o menos en la dirección correcta.
Cuando el M4 entró en combate en el norte de África con el Ejército británico en El Alamein a fines de 1942, les dio a los Aliados una ventaja sobre el Eje. Por esta razón, el Ejército de los Estados Unidos creía que el M4 sería adecuado para ganar la guerra, y al principio se ejerció una presión relativamente pequeña para el desarrollo de tanques adicionales. Las restricciones logísticas y de transporte, como las limitaciones impuestas por las carreteras, los puertos y los puentes, también complicaron la introducción de un tanque más eficaz pero más pesado. Los batallones de destructores de tanques usaban vehículos construidos en el casco y chasis del M4, pero con torretas abiertas y cañones de alta velocidad más potentes, también entraron en uso generalizado en los ejércitos Aliados. Incluso en 1944, la mayoría de los Sherman conservaban su más versátil cañón de 75 mm. Algunos Sherman fueron fabricados con un cañón más potente, los estadounidenses instalaron el cañón M1 76 mm, y los británicos instalaron un QF de 17 libras (Sherman Firefly).
La relativa facilidad de producción permitió la fabricación de un gran número de M4, y una importante inversión en unidades de recuperación y reparación de tanques permitió que los vehículos dañados en combate fueran reparados y devueltos al servicio rápidamente. Estos factores se combinaron para dar superioridad numérica, un mejor apoyo logístico a los Aliados en la mayoría de las batallas, y muchas divisiones de infantería recibieron M4 y destructores de tanques.
Después de la Segunda Guerra Mundial, el Sherman, especialmente las múltiples versiones mejoradas y actualizadas, continuó siendo empleado en combate en muchos conflictos alrededor del mundo, incluidas las fuerzas de la ONU en la guerra de Corea, con Israel en las guerras árabe-israelíes, brevemente con Vietnam del Sur en la guerra de Vietnam, y por ambos bandos en la guerra indo-pakistaní de 1965.

## Desarrollo

### Origen
El Departamento de Artillería del Ejército de los Estados Unidos diseñó el M4 para reemplazar al M3 Lee. Las características detalladas del diseño del M4 las envió el propio Departamento de Artillería el 31 de agosto de 1940, pero el desarrollo de un prototipo fue retrasado para que se completara el diseño final del M3 Lee y pudiese entrar en producción en serie.
El 18 de abril de 1941, las características finales del diseño para el nuevo modelo fueron aprobadas en una conferencia en Aberdeen Proving Grounds, a la que asistieron representantes de la Fuerza Mecanizada y el Departamento de Artillería. El objetivo era producir un carro de combate medio fiable y rápido, capaz de derrotar cualquier otro blindado utilizado por las naciones del Eje. El primer modelo experimental del M4 se finalizó el 2 de septiembre de 1941. El M4 entró en producción en febrero de 1942.

### Doctrina
A medida que los Estados Unidos se acercaban a la entrada en la Segunda Guerra Mundial, el empleo blindado se regía doctrinariamente por el Manual de Campo 100-5 (publicado en mayo de 1941, el mes posterior a la selección del diseño final del tanque M4). Ese manual de campo declaró:
"La división blindada está organizada principalmente para realizar misiones que requieren gran movilidad y potencia de fuego. Se le dan misiones decisivas. Es capaz de participar en todas las formas de combate, pero su función principal es en operaciones ofensivas contra áreas traseras hostiles."
La doctrina de los Estados Unidos sostuvo que el trabajo antitanque más crítico (detener los ataques de tanques enemigos) se debía principalmente a cañones antitanque remolcados y autopropulsados, ambos denominados "destructores de tanques", con tanques aliados, siendo utilizado en apoyo si es posible. La velocidad era esencial para llevar a los destructores de tanques desde atrás para destruir los tanques entrantes. Esta doctrina rara vez se siguió en el combate, ya que se encontró que era poco práctica. Los comandantes eran reacios a dejar a los destructores de tanques en reserva; si lo fueron, también fue más fácil para una fuerza mecanizada contraria lograr un avance contra un batallón de tanques estadounidense, que no tendría todas sus armas antitanques en el frente durante el comienzo de cualquier ataque.

## Producción
En la Segunda Guerra Mundial, el Ejército de los Estados Unidos finalmente desplegó 16 divisiones blindadas, junto con 70 batallones de tanques independientes, mientras que el Cuerpo de Marines de los Estados Unidos envió seis batallones de tanques Sherman. Un tercio de todos los batallones de tanques del ejército y los seis batallones de tanques marinos se desplegaron en la guerra del Pacífico. Antes de septiembre de 1942, el presidente Franklin D. Roosevelt había anunciado un programa de producción que exigía 120 000 tanques para el esfuerzo bélico aliado. Aunque el complejo industrial estadounidense no se vio afectado por bombardeos aéreos enemigos ni por la guerra submarina como Japón, Alemania y, en menor medida, Reino Unido, una enorme cantidad de acero para la producción de tanques se desvió a la construcción de buques de guerra y otros buques de guerra.
| M4 Sherman: comparación de variantes | M4 Sherman: comparación de variantes | M4 Sherman: comparación de variantes     | M4 Sherman: comparación de variantes |
| Designación                          | Armamento principal                  | Casco                                    | Motor                                |
| ------------------------------------ | ------------------------------------ | ---------------------------------------- | ------------------------------------ |
| M4                                   | 75 mm                                | soldado                                  | Continental R975 (gasolina)          |
| M4(105)                              | Cañón 105 mm                         | soldado                                  | Continental R975 (gasolina)          |
| M4 Composite                         | 75 mm                                | glacis fundido, laterales soldados       | Continental R975 (gasolina)          |
| M4A1                                 | 75 mm                                | fundido                                  | Continental R975 (gasolina)          |
| M4A1(76)W                            | 76 mm                                | fundido                                  | Continental R975 (gasolina)          |
| M4A2                                 | 75 mm                                | soldado                                  | GM 6046 2x6 (diésel)                 |
| M4A3(75)W                            | 75 mm                                | soldado                                  | Ford GAA V8 (gasolina)               |
| M4A3E2 "Jumbo"                       | 75 mm (algunos 76 mm)                | soldado                                  | Ford GAA V8 (gasolina)               |
| M4A3E8(76)W "Easy Eight"             | 76 mm                                | soldado                                  | Ford GAA V8 (gasolina)               |
| M4A4                                 | 75 mm                                | soldado alargado                         | Chrysler A57 5xL6 (gasolina)         |
| M4A6                                 | 75 mm                                | glacis fundido, lados soldados; alargado | Caterpillar D200A diésel             |

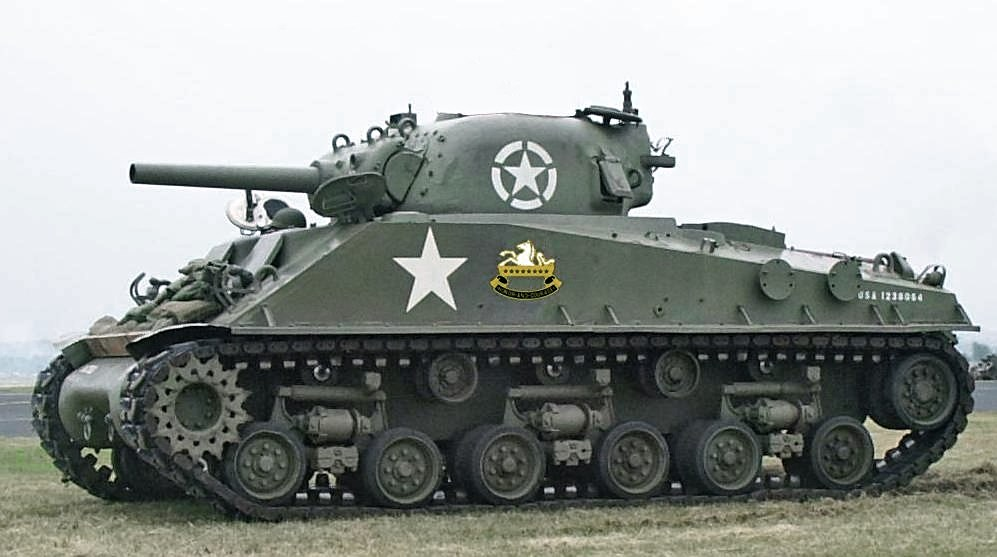
Un M4 con suspensión HVSS equipado con un obús de 105 mm.

Durante su producción, el Ejército de los Estados Unidos fabricó siete versiones principales del Sherman: M4, M4A1, M4A2, M4A3, M4A4, M4A5 y M4A6, aunque no indican una mejora lineal: el modelo A4 no significa que fuera mejor que el A3. En su lugar, estas designaciones indicaban unas variantes de producción estándar que eran, con frecuencia, fabricadas en distintos lugares.
La principal diferencia entre las designaciones era el motor que usaban, aunque el M4A1 difería del M4 por su casco de fundición en vez de su motor. El M4A4 tenía un motor mayor por lo que necesitaba un chasis mayor, un sistema de suspensión distinto y más eslabones para las orugas. El M4A5 era un término administrativo alternativo para la producción canadiense, y el M4A6 también tenía un chasis alargado pero solo se fabricaron un centenar de vehículos. Solo los modelos M4A2 y M4A6 eran diésel, la mayoría de los Sherman usaban motores de gasolina.
Durante su historia, las mejoras constantes en su forma, resistencia y rendimiento se realizaban sin alterar el nombre del modelo básico del blindado. Se crearon variantes, como el M4 Composite, con mejor suspensión, almacenaje más seguro de la munición y colocación del blindaje. Como nota, la nomenclatura utilizada por los británicos se diferenciaba de la usada por los Estados Unidos.
Los primeros Sherman llevaban un cañón de 75 mm y velocidad media de propósito general. Aunque el Departamento de Artillería comenzó a trabajar en el T20 como un sustituto del Sherman, el Ejército decidió reducir las interrupciones en la producción incorporando los elementos de los diseños de otros carros de combate en la producción del Sherman. Los modelos posteriores del M4A1, M4A2 y M4A3 llevaban una torreta T23 de mayor dimensión con un cañón de alta velocidad de 76 mm, que reducía su desempeño con munición de alto poder explosivo y fumígena, pero mejoraba su capacidad antitanque. El Reino Unido ofreció el cañón QF de 17 libras (76,2 mm) que tenía mejor penetración de blindaje que el estadounidense, pero el Departamento de Artillería que estaba trabajando en un cañón de 90 mm declinó la oferta. Los M4 y M4A3 posteriores fueron fabricados con un cañón de 105 mm. La primera producción estándar del Sherman de 76 mm fue un M4A1 aceptado en enero de 1944 y para el cañón de 105 fue un M4 en febrero de 1944.
Entre junio y julio de 1944, se aceptó una producción limitada de 254 M4A3E2 Jumbo con más blindaje y un cañón de 75 mm en una torreta T-23 para realizar ataques a fortificaciones. El M4A3 fue el primer modelo en ser fabricado con la nueva suspensión HVSS y orugas más anchas, lo que permitía una conducción más suave. Se desarrollaron una gran cantidad de elementos para el Sherman, la mayoría experimentales aunque algunos entraron en combate, como la pala de bulldozer, el Sherman DD anfibio, el lanzallamas R3 o el lanzacohetes T-34 Calliope.
El chasis del M4 Sherman fue utilizado como base para los distintos modelos de una fuerza mecanizada moderna, aproximadamente 49 000 tanques Sherman más miles de vehículos derivados, como los vehículos de recuperación M32 y M74, los tractores de artillería M34 y M35, los cañones autopropulsados M7, M12 M40 y M43 y los cazacarros M10 y M36.
Como parte de la Operación Fortitude para atraer la atención alemana al paso de Calais en vez de a Normandía, se fabricaron Sherman de goma inflables y se desplegaron en los campos de Kent junto con cañones de madera. También se creó una imitación del Sherman, con siluetas recortadas en dos planchas de acero que se podían poner sobre un jeep para simular un tanque en movimiento.
| Producción del M4 Sherman | Producción del M4 Sherman | Producción del M4 Sherman | Producción del M4 Sherman            |
| Designación               | Fabricante | Producción total          | Fecha                                |
| ------------------------- | --- | ------------------------- | ------------------------------------ |
| M4                        | Pressed Steel Car Company Baldwin Locomotive Works American Locomotive Co. Pullman-Standard Car Company Detroit Tank Arsenal     | 6748                      | Julio de 1942 - enero de 1944        |
| M4(105)                   | Detroit Tank Arsenal | 800                       | Febrero de 1944 - septiembre de 1944 |
| M4(105) HVSS              | Detroit Tank Arsenal | 841                       | Septiembre de 1944 - marzo de 1945   |
| M4A1                      | Lima Locomotive Works Pressed Steel Car Company Pacific Car and Foundry Company                                                  | 6281                      | Febrero de 1942 - diciembre de 1943  |
| M4A1(76)W                 | Pressed Steel Car Company | 2171                      | Enero de 1944 - diciembre de 1944    |
| M4A1(76)W HVSS            | Pressed Steel Car Company | 1255                      | Enero de 1945 - julio de 1945        |
| M4A2                      | Fisher Tank Arsenal Pullman-Standard Car Company American Locomotive Co. Baldwin Locomotive Works Federal Machine and Welder Co. | 8053                      | Abril de 1942 - mayo de 1944         |
| M4A2(76)W                 | Fisher Tank Arsenal | 1594                      | Mayo de 1944 - diciembre de 1944     |
| M4A2(76)W HVSS            | Fisher Tank Arsenal Pressed Steel Car Company                                                                                    | 1321                      | Enero de 1945 - mayo de 1945         |
| M4A3                      | Ford Motor Company | 1690                      | Junio de 1942 - septiembre de 1943   |
| M4A3(75)W                 | Fisher Tank Arsenal | 2420                      | Febrero de 1944 - diciembre de 1944  |
| M4A3(75)W HVSS            | Fisher Tank Arsenal | 651                       | Enero de 1945 - marzo de 1945        |
| M4A3(76)W                 | Fisher Tank Arsenal Detroit Tank Arsenal                                                                                         | 1925                      | Marzo de 1944 - diciembre de 1944    |
| M4A3(76)W HVSS            | Fisher Tank Arsenal | 2617                      | Agosto de 1944 - abril de 1945       |
| M4A3E2                    | Fisher Tank Arsenal | 254                       | Mayo de 1944 - julio de 1944         |
| M4A3(105)                 | Detroit Tank Arsenal | 500                       | Mayo de 1944 - septiembre de 1944    |
| M4A3(105) HVSS            | Detroit Tank Arsenal | 2539                      | Septiembre de 1944 - junio de 1945   |
| M4A4                      | Detroit Tank Arsenal | 7499                      | Julio de 1942 - noviembre de 1943    |
| M4A6                      | Detroit Tank Arsenal | 75                        | Octubre de 1943 - febrero de 1944    |
| Total                     | | 49 234                    |                                      |

## Historia operacional

### Segunda Guerra Mundial

#### Asignaciones
Durante la Segunda Guerra Mundial, se enviaron aproximadamente 19 247 Sherman al Ejército de EE. UU. y aproximadamente 1114 al Cuerpo de Marines de los Estados Unidos. Los EE. UU. también suministraron 17 184 al Reino Unido (algunos de los cuales se dirigieron a los canadienses y los polacos libres), mientras que la Unión Soviética recibió 4102 y se estima que 812 fueron transferidos a China. Estas cifras se distribuyeron más a las naciones aliadas de los respectivos países.
El Cuerpo de Marines de los Estados Unidos usó el M4A2 diésel en el Pacífico. Sin embargo, el jefe de la fuerza armada del ejército, el teniente general Jacob L. Devers, ordenó que el Ejército no utilizara Shermans con motor diésel fuera de la Zona del Interior (los Estados Unidos Continentales). El Ejército usó todo tipo para entrenamientos o pruebas dentro de los Estados Unidos, pero pretendía que los M4A2 y M4A4 (con el motor A57 Multibank) fueran las principales exportaciones de la Ley de Préstamo y Arriendo.

#### Combate en África

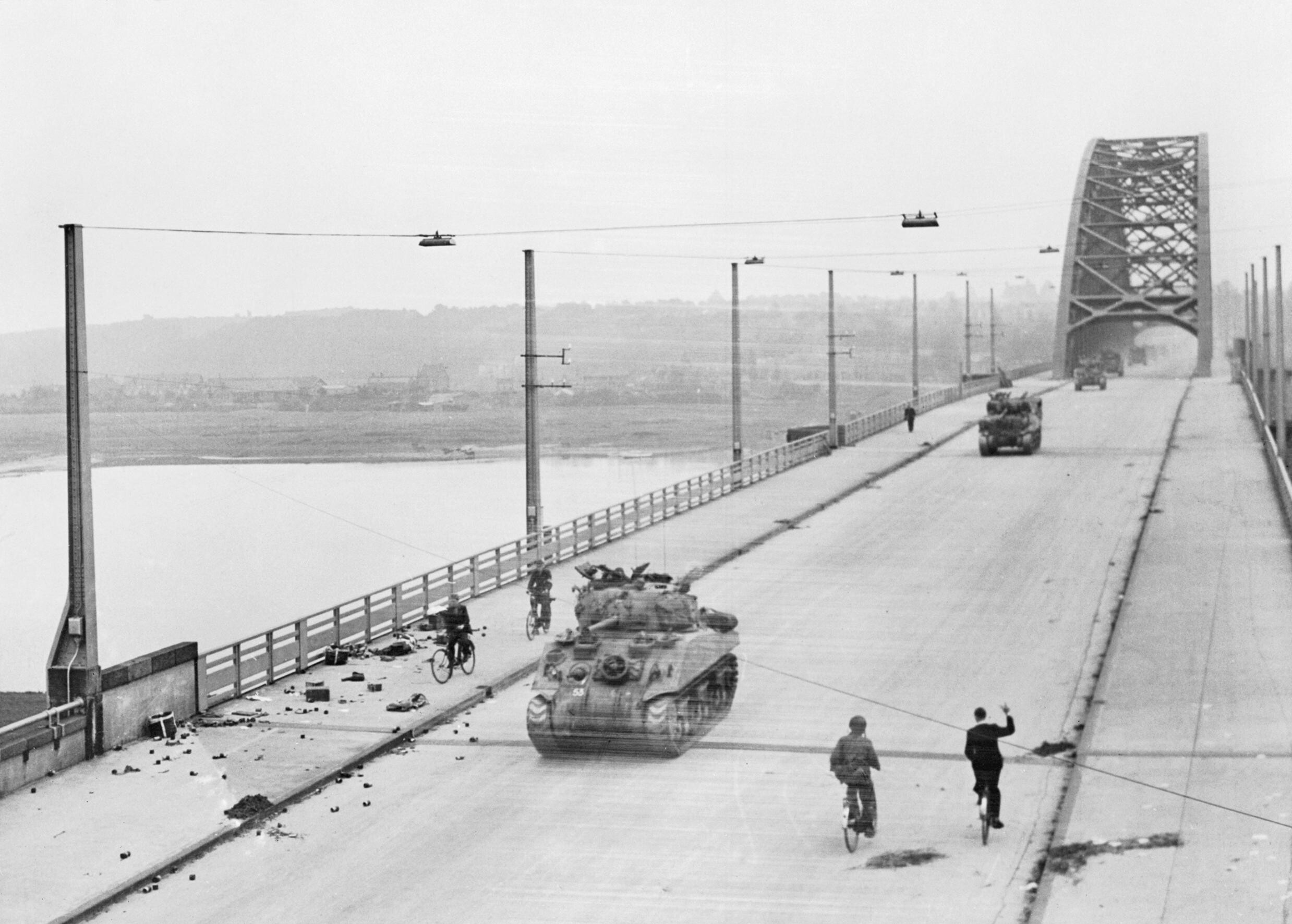
M4 Sherman durante la operación Market-Garden.

Oficialmente el M4 Sherman recibió su bautismo de fuego sirviendo en el VIII Ejército Británico durante la Batalla de Gazala en junio de 1942. A pesar de la superioridad técnica frente a los tanques alemanes Panzer III e italianos M13/40 el mal uso en combate y la equivocada táctica inglesa llevaron a la total destrucción de la fuerza de tanques.
Los Sherman se entregaron en pequeños cantidades a las unidades  para familiarizar a las divisiones blindadas de los EE. UU. con el tanque. De repente hubo un giro de los acontecimientos en la campaña del Desierto Occidental. Las fuerzas del Eje habían tomado Tobruk y estaban avanzando hacia Egipto y la línea de suministro del Reino Unido a través del canal de Suez estaba amenazada. El Ejército estadounidense consideró reunir a todos los Sherman para poder enviar a la 2.ª División Blindada bajo el mando del general Patton para reforzar a Egipto, pero entregar a los Sherman directamente a los británicos fue más rápido y más de 300, principalmente M4A1, pero también M4A2, llegaron allí para septiembre de 1942.
Los Sherman fueron modificados para la guerra del desierto con escudos de arena sobre las orugas y otros depósitos. El Sherman vio por primera vez el combate en la Segunda Batalla de El Alamein en octubre de 1942 con el 8.º Ejército británico. Al comienzo de la ofensiva, había 252 tanques aptos para la acción. Estos equiparon a la 9.ª Brigada Acorazada británica (con la División de Nueva Zelanda), la 2.ª Brigada Acorazada (1.ª División Blindada) y la 8.ª y 20.ª brigadas acorazadas (10.ª División Blindada). Su primer encuentro fue contra los tanques alemanes Panzer III y IV con cañones largos de 50 mm y 75 mm que los atacaron a 2000 m. Ambos bandos registraron bajas.
Los primeros Sherman estadounidenses empleados en batalla fueron M4 y M4A1 durante la operación Torch al mes siguiente. El 6 de diciembre, cerca de Tebourba, Túnez, un pelotón del 2.º Batallón, 13.º Regimiento Blindado, fue destruido por tanques y cañones antitanque enemigos. Durante la Batalla de El Alamein en octubre de 1942 y en la campaña de Túnez a inicios de 1943 los Sherman cosecharon muy buenos resultados contra el Afrika Korps.

#### Combate en Europa
Desde la invasión de Sicilia e Italia los Sherman comenzaron a encontrarse con los nuevos modelos de Panzer IV, así como con los Panther y Tiger. El M4 y el M4A1 fueron los tipos principales en las unidades estadounidenses hasta finales de 1944, cuando el Ejército comenzó a reemplazarlos con el M4A3, preferido por su motor más potente de 500 CV (370 kW). A partir de 1944 los Sherman estaban disponibles en grandes cantidades en Europa, pero en combate quedó en evidencia ser inferior a nivel técnico y potencia de fuego frente a los tanques alemanes. La campaña de Normandía y la lucha en el bocage, dejaron claro las deficiencias de los Sherman norteamericanos, británicos, canadienses y polacos, que sufrieron muchas más bajas que los tanques alemanes. Se constató que el Sherman era solo capaz de destruir a los Panther y Tiger a corta distancia o desde el flanco, por ello las tácticas cambiaron a trabajar en equipo con los cazacarros y otros tanques, para así lograr resultados favorables. 
Algunos M4 y M4A1 continuaron en servicio estadounidense durante el resto de la guerra. El primer Sherman en entrar en combate con el cañón de 76 mm en julio de 1944 fue el M4A1, seguido de cerca por el M4A3. Al final de la guerra, aproximadamente la mitad de los Sherman del Ejército de EE. UU. en Europa tenían el cañón de 76 mm. La Fuerza Acorazada recomendó que un tercio de los Sherman fuesen armados con el Cañón de 76 mm, pero estos no llegaron a las divisiones acorazadas hasta después del desembarco en Normandía. El primer Sherman equipado con suspensión HVSS que entró en combate fue el M4A3 (76)W en diciembre de 1944. Desde diciembre de 1943 los británicos convirtieron un total de 2100 Shermans en Sherman Firefly, suprimiendo la ametralladora en el espacio del tirador e incorporando un cañón QF de 76,2 milímetros más potente. Este fue el único Sherman que podía hacer frente a los Panther y Tiger.
El Ejército Rojo recibió 4.102 unidades del M4 Sherman, que combatieron en Stalingrado, Kursk y la “Operación Bragation”. En Europa el M4 Sherman fue el tanque más utilizado por los Aliados, a pesar de las perdidas la superioridad industrial permitía cubrir las perdidas y además añadir un número mayor. El M4 Sherman se convirtió en uno de los tanques más destruidos, pero a pesar de ello protagonizaron el avance por Francia, desbarataron la ofensiva alemana de las Ardenas e invadieron Alemania e Italia. Para proporcionar cierta protección adicional los norteamericanos empezaron a añadir diversos tipos de blindajes improvisados a sus Shermans: colgaban eslabones de oruga en el frente del casco, colocaban una hilera de sacos terreros en el frente o incluso en los costados y en la torre.

#### Guerra del Pacífico

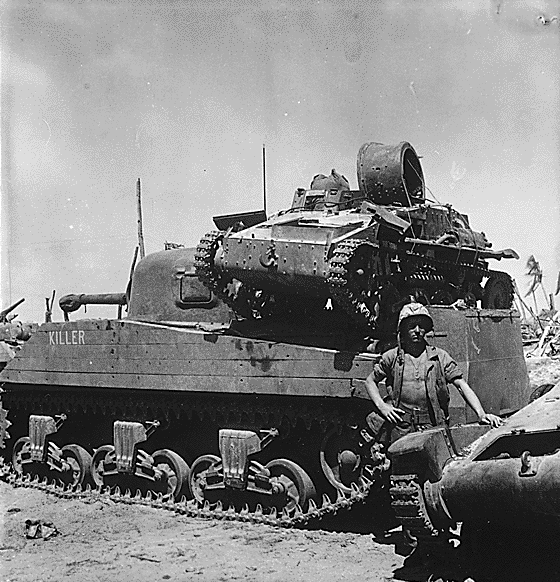
Atolón de Kwajalein. El soldado de primera clase N. E. Carling se encuentra al lado del M4 Sherman "Killer", sobre el capó del cual está cargada una tanqueta japonesa Tipo 94.

Mientras que el combate en el Teatro de Operaciones Europeo consistió en una guerra acorazada de alto perfil, la naturaleza principalmente naval del Teatro de Operaciones del Pacífico lo relegó a un estatus secundario tanto para los Aliados como para los japoneses. Mientras que el Ejército estadounidense desplegó 16 divisiones blindadas y 70 batallones de tanques independientes durante la guerra, solo un tercio de los batallones y ninguna de las divisiones se desplegaron en la guerra del Pacífico. El Ejército Imperial Japonés solamente desplegó su 2.ª División de Tanques en el Pacífico durante la guerra. Los tanques de ambos bandos operaban principalmente en terrenos selváticos que no se adaptaban a la guerra acorazada. Para este tipo de terreno, los japoneses y los Aliados encontraron tanques ligeros más fáciles de transportar y emplear.
Durante las primeras etapas del combate en el Pacífico, específicamente la campaña de Guadalcanal, el tanque ligero M2A4 del Cuerpo de Marines de los Estados Unidos combatió contra el tanque ligero Tipo 95 Ha-Go igualmente igualado; ambos estaban armados con un cañón principal de 37 mm. Sin embargo, el M2 (producido en 1940) era más nuevo por cinco años. Para 1943, el Ejército Imperial Japonés todavía usaba tanques medios Chi-Ha Tipo 95 y Tipo 97, mientras que las fuerzas aliadas estaban reemplazando rápidamente sus tanques ligeros con M4. Los chinos en India recibieron 100 M4 Sherman y los utilizaron con gran éxito en las ofensivas subsiguientes de 1943 y 1944.
Para contrarrestar al Sherman, los japoneses desarrollaron el Chi-Nu Tipo 3 y el Chi-To Tipo 4 más pesado; ambos tanques estaban armados con cañones de 75 mm, aunque de diferente tipo. Solo se construyeron 166 Tipo 3 y dos Tipo 4, y ninguno vio combate; se reservaron para la defensa del archipiélago japonés, dejando a los antiguos tanques ligeros y medios de la década de 1930 para luchar contra los tanques ligeros y medios aliados de la década de 1940.
Durante estos últimos años de la guerra, se prefería disparar munición explosiva de uso general para combatir a los tanques japoneses, porque los proyectiles antiblindaje, que habían sido diseñados para penetrar acero más grueso, a menudo atravesaban el delgado blindaje  del Tipo 95 Ha-Go (el tanque japonés más comúnmente encontrado) de un lado a otro sin detenerse. Aunque los cañones de alta velocidad de los cazatanques eran útiles para penetrar fortificaciones, a menudo se desplegaban M4 armados con lanzallamas, ya que el fuego directo rara vez destruía las fortificaciones japonesas.

### Después de la Segunda Guerra Mundial

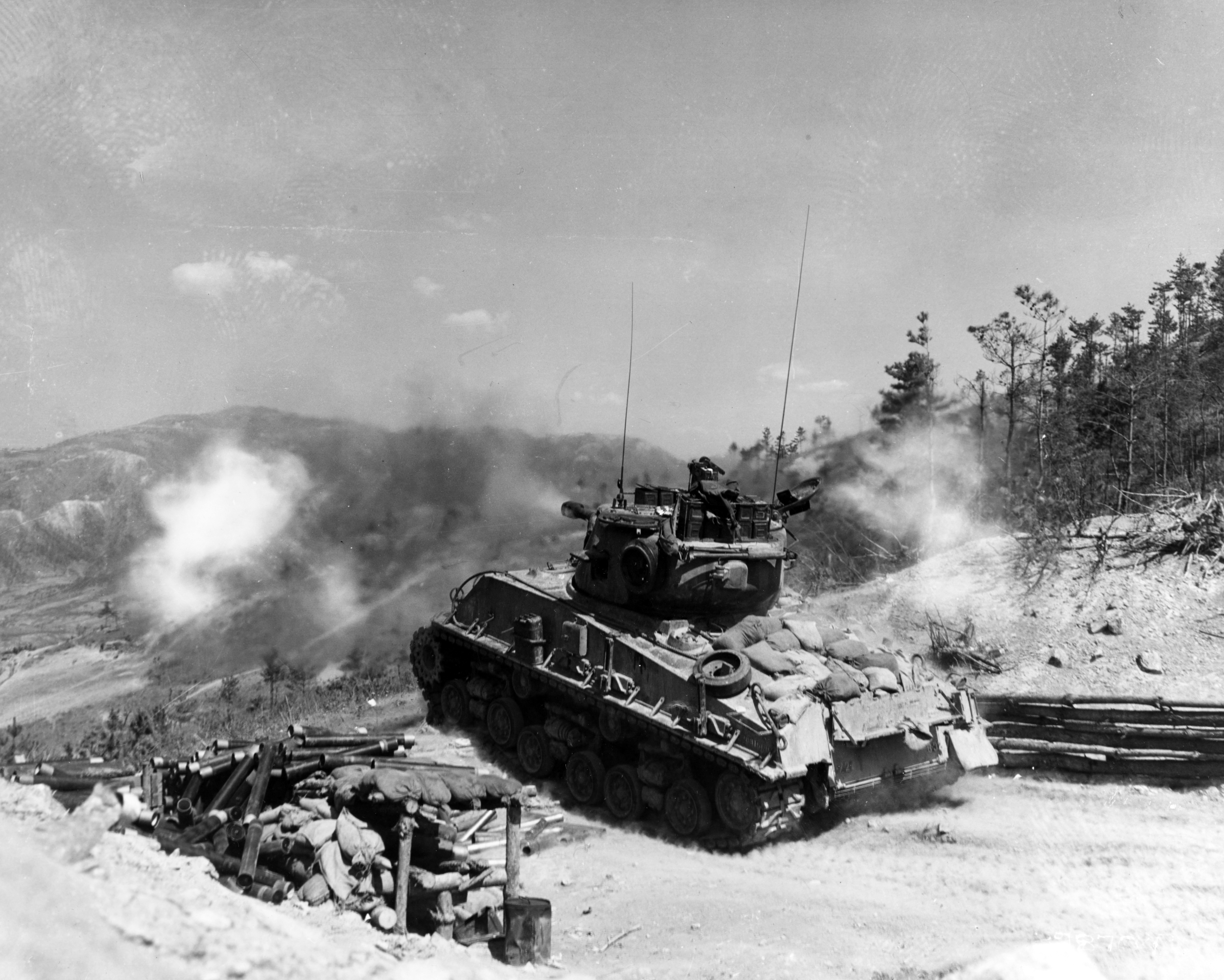
M4A3(76)W HVSS usado como artillería durante la guerra de Corea.

Después de la Segunda Guerra Mundial, los EE. UU. mantuvieron el M4A3 '"Easy Eight" en servicio, con el cañón de 76 mm o el obús M4 de 105 mm. El Sherman siguió siendo un tanque común de los EE. UU en la guerra de Corea, donde combatió junto con el M26 Pershing y el M46 Patton. El M4A3(76)W HVSS Sherman y el T-34/85 eran comparables y podían destruirse en distancias de combate normales, aunque el uso de munición de alta perforación, munición avanzada y mejor entrenamiento de tripulación le daba al M4 Sherman varias ventajas. El M4A3(76)W HVSS Sherman, utilizando munición de alta perforación de 76 mm, destruyó un total de 41 tanques enemigos de julio a noviembre de 1950. El tanque más ligero M4A3(76)W HVSS se convirtió en el tanque preferido de EE. UU. en las últimas fases de la guerra en Corea, debido a la fiabilidad mecánica del M4, su facilidad de mantenimiento y su facilidad de manejo en comparación con el tanque M26.
El Ejército de los Estados Unidos reemplazó al M4 en 1957. Los Estados Unidos continuaron transfiriendo Sherman a sus aliados, lo que contribuyó a un uso extranjero generalizado.
La Fuerza de Defensa israelí usó tanques Sherman desde su creación en 1948 hasta la década de 1980, después de haber adquirido un solo M4A2 que carecía de armamento principal de las fuerzas británicas cuando se retiraban de Israel. La popularidad del tanque (que ahora se ha vuelto a armar) en comparación con los anticuados tanques ligeros de entrecruzamiento franceses Renault R35 de 1934 con sus cañones de caña corta de 37 mm, que constituían la mayor parte de la fuerza de tanques de la IDF, condujo al compra de 30 M4 (105 mm) desarmados de los depósitos de chatarra italianos. Tres de estos, más el M4A2 original, vieron un amplio servicio en la guerra de independencia de 1948. El resto fue reparado y rearmado con cañones de 75 mm y componentes cada vez que estuvieron disponibles, formando una gran parte de las fuerzas de tanques israelíes durante los siguientes ocho años. Los Sherman de 75 mm fueron reemplazados por M4A1 (76 mm) Sherman importados de Francia antes de la Crisis de Suez de 1956. Durante posteriores mejoras, el Ejército francés ayudó a desarrollar un kit de conversión para actualizar unos 300 Sherman al cañón de 75 mm de alta velocidad utilizado en el AMX-13. Estos fueron designados M-50 Shermans por los israelíes. Antes de la guerra de los Seis Días en 1967, el Ejército israelí mejoró aproximadamente 180 M4A1(76)W HVSS Sherman con el cañón francés Modèle F1 de 105 mm, motores diésel Cummins y designó el tanque mejorado M-51 Sherman. Los tanques Sherman, que lucharon junto a los tanques Centurion Sh'ot Kal y M48 Patton de 105 mm, pudieron derrotar a las series T-34/85, T-54/55/62 y tanques IS-3 utilizados por las fuerzas egipcias y sirias en la guerra de los Seis Días de 1967.

## Armamento

### 75 mm, 105 mm y 76 mm
Cuando se estaba diseñando el Sherman, se tomaron medidas para que varios tipos de armamento principal (especificados como cañón de 75 mm, cañón de 3 pulgadas o un obús de 105 mm) pudieran montarse en la torreta. La posibilidad de montar el cañón principal del tanque pesado M6, el cañón M7 de 3 pulgadas, en la torreta del M4 Sherman fue explorada primero. Como este cañón fue desarrollado a partir de un cañón antiaéreo terrestre, las limitaciones de tamaño y peso para instalarlo en la torreta de un tanque eran una preocupación secundaria. Como resultado, se descubrió que el cañón era demasiado grande para caber en la torreta del Sherman. El desarrollo de un nuevo cañón de 76 mm más adecuado para el Sherman comenzó en 1942.
A principios de 1942, comenzaron las pruebas sobre la viabilidad de montar un obús de 105 mm en la torreta del Sherman. Se descubrió que el obús básico de M2A1 105 mm no estaba diseñado para su montaje en una torreta de tanque, por lo que fue completamente rediseñado y redesignado como obús M4 105 mm. Después de las modificaciones a la torreta (en relación con el equilibrio del cañón y la potencia del motor que rotaba la torreta) y el interior del casco (relativo a la estiba de la munición de 105 mm), el Departamento de Artillería expresó su aprobación del proyecto y la producción de M4 tanques armados con obuses 105 mm comenzaron en febrero de 1944.
El Sherman entraría en combate en 1942 equipado con el cañón M3 de 75 mm, que podría penetrar 88 mm de blindaje homogéneo laminado a 100 metros y 76 mm a 1000 metros disparando el proyectil M61 estándar. Frente a los primeros Panzer III y Panzer IV en el norte de África, el cañón M3 del Sherman podría penetrar el glacis de estos tanques a distancias de combate normales, dentro de los 1000 m. La Inteligencia del Ejército de los Estados Unidos no tomó en cuenta la llegada del Tiger I en 1942 y del tanque Panther en 1943, y pronosticó que el Panther sería un tanque pesado como el Tiger I, y dudaba de que se produjeran muchos.
Cuando el cañón de 76 mm recién diseñado, conocido como T1, se instaló por primera vez en el M4 en 1943, se descubrió que desequilibraba la torreta, y el cañón también sobresalía demasiado hacia delante, lo que dificultaba el transporte y era susceptible de golpear el suelo cuando el tanque transitaba sobre terreno ondulado. La longitud del cañón se redujo en 380 mm, dando como resultado la variante M1. El montaje del cañón en la torreta M4 original resultó problemático, por lo que la torreta para el abortado proyecto del tanque T23 se utilizó en su lugar para la versión de producción definitiva de los M4 Sherman 76 mm, junto con una versión modificada del cañón conocida como M1A1.
En las pruebas previas a la invasión de Normandía, se descubrió que el cañón de 76 mm tenía un fogonazo indeseablemente grande que levantaba el polvo del suelo y oscurecía la visión para poder seguir disparando. Al cañón M1A1C, que entró en las líneas de producción en marzo de 1944, se le roscó su boca para instalarle un freno de boca, pero como los frenos todavía estaban en desarrollo, el roscado estaba protegido con una tapa. La adición de un freno de boca en el nuevo cañón M1A2 (que también incorporó un ánima estriada con una mayor tasa de rotación, lo que lleva a un aumento de precisión leve en distancias más largas) a partir de octubre de 1944 finalmente resolvió este problema dirigiendo la explosión hacia los lados.
La doctrina del Ejército en ese momento enfatizaba la capacidad "multi-rol" del tanque, y la capacidad del proyectil de alto poder explosivo se consideraba importante. Al ser un cañón antitanque dedicado, el M1 76 mm tenía un proyectil explosivo mucho más débil que los 75 mm existentes, y no fue aceptado inicialmente por varios comandantes de divisiones blindadas estadounidenses, aunque muchos ya habían sido producidos y estaban disponibles. Todos los M4 del Ejército estadounidense desplegados inicialmente en Normandía en junio de 1944 tenían el cañón de 75 mm. Las pruebas contra las planchas de blindaje estadounidenses sugirieron que el nuevo cañón M1A1 sería adecuado, pero nunca se realizaron pruebas contra tanques Panther capturados. La lucha contra los tanques Panther en Normandía demostró rápidamente la necesidad de una mejor potencia de fuego antitanque, y los M4 con cañón de 76 mm se desplegaron en las unidades del Primer Ejército en julio de 1944. La operación Cobra fue el debut en combate del Sherman con cañón de 76 mm, con la designación M4A1(76)W. El Tercer Ejército del general George S. Patton recibió inicialmente M4 con 75 mm y aceptó M4 con 76 mm solo después de la batalla de Arracourt contra los tanques Panther a fines de septiembre de 1944.

### Doctrina cazacarros
El general Lesley J. McNair fue jefe de las Fuerzas Terrestres del Ejército de 1942 a 1944. McNair, un exartillero, abogó por el papel del los cazacarros dentro del Ejército de EE. UU. En opinión de McNair, los tanques debían explotar los avances y apoyar a la infantería, mientras que las unidades de los tanques hostiles atacantes debían ser atacadas por unidades cazacarros, que estaban compuestas por una mezcla de destructores de tanques autopropulsados y remolcados. La doctrina de la Fuerza Acorazada y de la Destructora de Tanques se desarrollaron por separado, y no estaban en contra de la doctrina de la Fuerza Acorazada para que los tanques aliados atacaran tanques hostiles mientras atacaban o defendían. Los destructores de tanques debían atacar a un número de tanques enemigos que rompían líneas aliadas. Los destructores de tanques estadounidenses, llamados "cañón automotor", eran similares a los tanques pero tenían armaduras ligeras con torretas abiertas. Los destructores de tanques eran más rápidos y portaban un arma antitanque más poderosa que los tanques (aunque en realidad los tanques a menudo recibían armas más poderosas antes de que lo hicieran los destructores de tanques) y se sacrificaba la armadura por la velocidad.

## Blindaje

### Casco

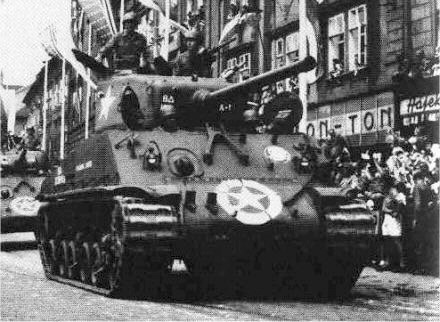
8.ª División Blindada M4A3(76)W en la ciudad de Pilsen en un Desfile de la Victoria, 1945.

El glacis frontal del Sherman era originalmente de 50,8 mm de grosor. y en ángulo vertical a 56 grados, proporcionando un espesor efectivo de 90,8 mm. El M4, M4A1, y los primeros M4A2 y M4A3 de serie poseían estructuras de "escotilla" salientes que permitían que las escotillas del conductor y asistente del conductor se ajustaran al frente del anillo de la torreta. En estas áreas, el efecto de la pendiente de la plancha del glacis se redujo en gran medida. Más tarde, los Sherman tenían una plancha de glacis mejorada que tenía en promedio 63,5 mm de espesor en ángulo vertical de 47 grados, proporcionando un espesor efectivo de 93,1 mm sobre toda la plancha. El nuevo diseño mejoró la protección balística en general al eliminar las "escotillas", al tiempo que permitía escotillas más grandes para el conductor y el artillero de proa. El casco de fundición M4A1 en su mayor parte conservaba su forma del glacis anterior, incluso después de que se introdujeran las escotillas más grandes; el molde, independientemente de las escotillas más grandes, se sentó de 37 a 55 grados desde la vertical, con la gran mayoría de la pieza más cerca de un ángulo de 55 grados.
La caja de la transmisión fue redondeada, hecha de tres secciones empernadas juntas o fundidas como una sola pieza. Tenía un rango de 50,8-108 mm de espesor. Los lados superior e inferior del casco eran de 38 mm de espesor y verticales, mientras que la parte superior del casco posterior también tenía 38 mm de espesor, vertical o inclinada a 10 grados de la vertical. La parte inferior del casco trasero, que protegía el motor, tenía un grosor de 38 mm, con una inclinación de 0 a 22 grados desde la vertical, dependiendo de la variante. El techo del casco era de 25,4 mm. El piso del casco tenía un grosor de 25,4 mm bajo las posiciones del conductor y asistente del conductor. El M4 tenía una escotilla en el fondo del casco para deshacerse de las vainas vacías y proporcionar una ruta de escape de emergencia. En el Pacífico, los infantes de marina a menudo usaban esta característica del Sherman en reversa para recuperar soldados heridos bajo fuego.

### Torreta

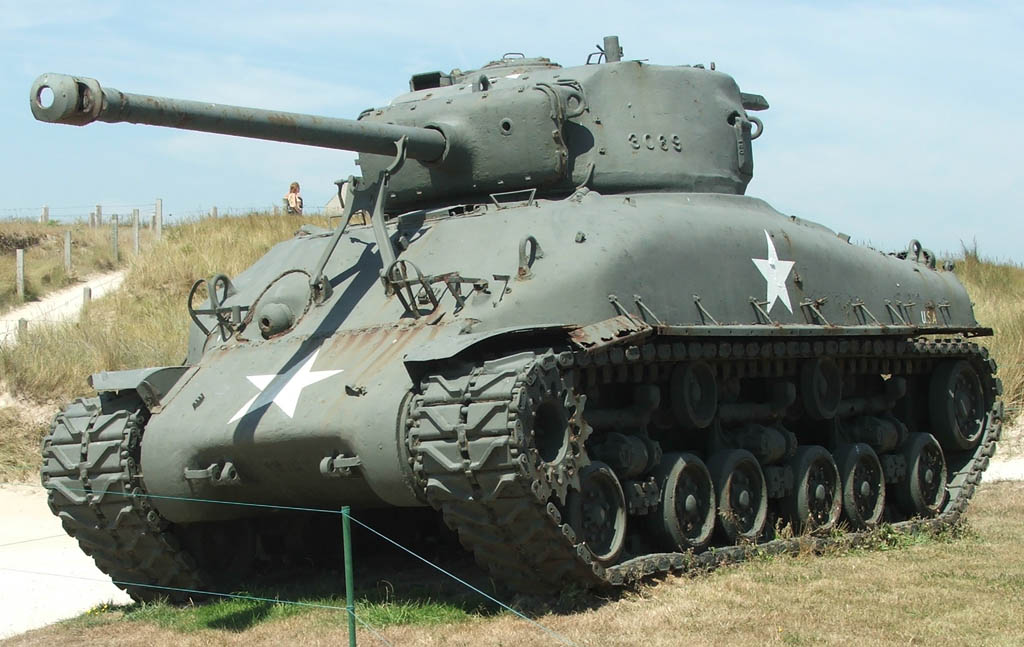
M4A1(76)W HVSS con una torreta T23.

El blindaje de la torreta de los M4 armados con cañones de 75 mm y 105 mm varió de 25,4 mm a 76,2 mm de espesor. El blindaje del mantelete tenía 76,2 mm de grosor, formando un ángulo de 30 grados con respecto a la vertical, lo que da un grosor efectivo de 87,9 mm. La abertura en el frente de la torreta del M4 para el cañón principal estaba cubierta por un mantelete redondeado de 50,8 mm de grosor. Los primeros Sherman que tenían una mira periscópica para el arma principal montada en el techo de la torreta poseían un pequeño mantelete de 76,2 mm de espesor que solo cubría el agujero donde sobresalía la caña del cañón; el cañón expuesto de la ametralladora era vulnerable a salpicaduras de balas o metralla y se fabricó una pequeña cubierta blindada para protegerlo. Cuando el Sherman fue equipado posteriormente con una mira telescópica junto al cañón principal, se fabricó un mantelete con un espesor de 76,2 mm que cubría toda la abertura frontal de la torreta, inclusive la mira telescópica y el cañón de la ametralladora.
Los tanques Sherman armados con el obús de 105 mm no tenían un escudo de rotor, poseyendo solo el mantelete para cubrir la abertura en el frente de la torreta. El blindaje lateral de la torreta tenía 50,8 mm de espesor en un ángulo de 5 grados desde la vertical. El blindaje posterior de la torreta tenía 50,8 mm de espesor y vertical, mientras que blindaje del techo de la torreta tenía 25,4 mm de espesor y era plano.
Los modelos posteriores de los tanques Sherman M4A1, M4A2 y M4A3 fueron equipados con la torreta T23 y un nuevo cañón, el M1 76 mm. El blindaje de esta torreta tenía un espesor de 63,5 mm en los lados y en la parte posterior, con un ángulo de 0 a 13 grados desde la vertical. El blindaje del techo tenía 25,4 mm de espesor que se asentaba de 0 a 45 grados desde la vertical. La parte delantera de la torreta T23, que al igual que la torreta del Sherman de 105 mm, no tenía un escudo de rotor, estaba protegida por un mantelete de cañón principal de 88.9 mm de espesor. El Departamento de Artillería agregó una escotilla de cargador al comienzo del comandante a fines de 1943. Todas las torretas de 76 mm tenían dos trampillas en el techo.

### Mejoramiento
Las mejoras incluyeron los parches de blindaje rectangulares que protegen la estiba de munición mencionados anteriormente, y parches de blindaje más pequeños en frente de cada una de las estructuras de escotilla que sobresalen en el glacis, en un intento de mitigar su debilidad balística. Las improvisaciones de campo incluyeron la colocación de sacos de arena, eslabones de oruga de repuesto, cemento, malla de alambre o incluso madera para una mayor protección contra los proyectiles de carga hueca.
Oyendo los reclamos por un mejor blindaje y potencia de fuego después de las pérdidas en la batalla de las Ardenas, el general Patton ordenó que se soldaran a las torretas y los cascos de los tanques bajo su mando planchas de blindaje extra recuperadas de tanques estadounidenses y alemanes puestos fuera de combate. Aproximadamente 36 de estos M4 con blindaje adicional fueron suministrados a cada una de las tres divisiones blindadas del Tercer Ejército en la primavera de 1945.

#### M4A3E2 "Jumbo" Sherman

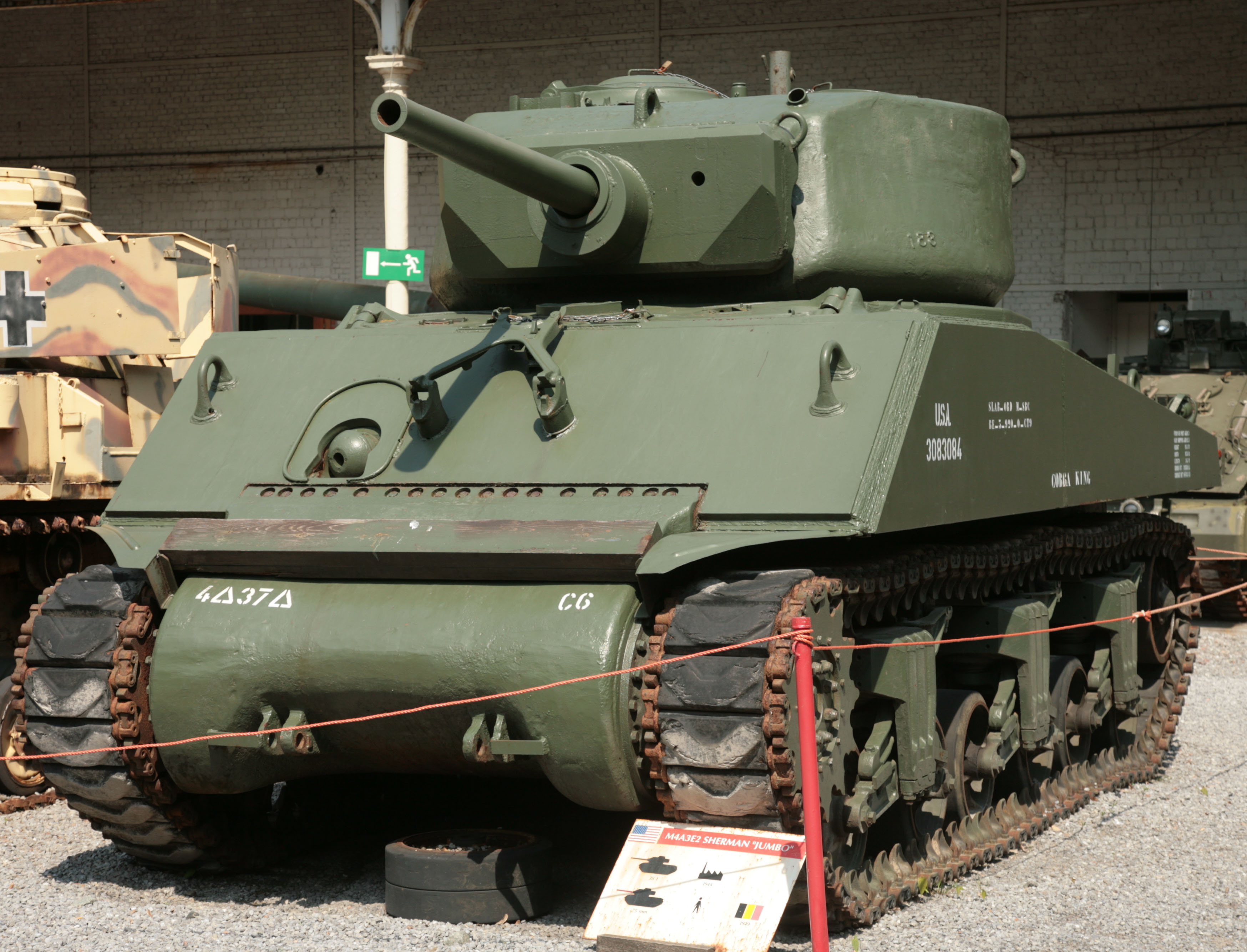
M4A3E2 "Jumbo" Sherman con un cañón de 75 mm, en el Museo del Ejército en Bruselas.

El tanque de asalto M4A3E2 "Jumbo" Sherman, basado en un casco M4A3(75)W estándar, tenía una plancha adicional de 38 mm soldada en el glacis, dando un espesor total de 101,6 mm, que dio como resultado un total de 148,97 mm de espesor en la línea de puntería y más de 180 mm de espesor efectivo. Los lados del tanque tenían planchas de 38 mm de espesor soldadas, para hacerlas de 76 mm de grosor y una caja de cambios significativamente más gruesa, una nueva torreta más maciza con 177,8 mm de blindaje en los laterales y en la parte trasera, un techo plano de 25,4 mm de espesor; y un mantelete con otra plancha de 88,9 mm de espesor soldada, que dio como resultado un grosor de 177,8 mm. 
Destinado para el asalto en la de playa de Normandía, originalmente iba a ser armado con el cañón de 76 mm, pero el cañón de 75 mm era el preferido para el apoyo de la infantería y se utilizó. El mayor peso requería reducir la velocidad máxima a 35 km, y se advirtió a las tripulaciones que no dejaran la suspensión "presionada" con demasiada violencia. 254 fueron construidos en la fábrica Fisher Tank Arsenal de mayo a julio de 1944, y llegaron a Europa en el otoño de 1944, siendo empleados durante el resto de los combates en diversos papeles. Fueron "considerados altamente exitosos".

### Eficacia
El blindaje del M4 era efectivo contra la mayoría de los tanques y cañones antitanque empleados en las primeras etapas de la guerra, pero necesitaba un ángulo compuesto para resistir a los tanques y cañones antitanque alemanes de finales de la guerra.
Un informe del Waffenamt-Prüfwesen estimó que con el M4 en ángulo de 30 grados hacia los lados, la plancha del glacis del Sherman era invulnerable a los disparos del 8,8 cm KwK 36 L/56 del Tiger I y que el Panther, con su 7,5 cm KwK 42 L/70, tiene que acercarse aproximadamente a 100 metros para lograr una penetración en la misma situación. Aunque los tanques medios y pesados alemanes posteriores fueron muy "temidos", Buckley opinó que "la gran mayoría de los tanques alemanes encontrados en Normandía eran inferiores o simplemente iguales a los Sherman".
John Buckley, usando un estudio de caso de las 8.ª y 29.ª brigadas blindadas británicas, encontró que de sus 166 Sherman destruidos en combate durante la campaña de Normandía, 94 (56,6 %) se incendiaron. Buckley también señala que una encuesta estadounidense realizada concluyó que el 65 % de los tanques se incendiaron después de ser perforados. La investigación del Ejército de los Estados Unidos demostró que la principal causa de esto era el almacenaje de la munición del cañón principal en los resaltes situados sobre las orugas. Un estudio del Ejército de los Estados Unidos en 1945 concluyó que solo el 10-15 por ciento de los Shermans con depósitos "húmedos" se quemaron cuando se los penetró, en comparación con el 60-80 por ciento de los Sherman de almacenamiento en seco más antiguos.

### Corte transversal de un M4
1 - Anilla para elevación, 2 - Ventilador, 3 - Escotilla de la torreta, 4 - Periscopio, 5 - Bisagra de la escotilla de la torreta, 6 - Asiento de la torreta. Permite manejar la ametralladora de 12,7 mm de la misma, 7 - Asiento del artillero, 8 - Asiento del comandante (junto al asiento del cargador), 9 - Torreta, 10 - Filtro de aire, 11 - Tapa del radiador, 12 - Distribuidor del filtro de aire, 13 - Motor, 14 - Tubo de escape, 15 - Rueda tensora, 16 - Bomba de agua, 17 - Radiador, 18 - Generador eléctrico, 19 - Eje de transmisión trasero, 20 - Habitáculo de la torreta, 21 - Pivote de rotación, 22 - Eje de transmisión delantero, 23 - Bogie de suspensión, 24 - Caja de cambios, 25 - Piñón de tracción principal, 26 - Asiento del conductor, 27 - Asiento del operador de radio/ametralladorista, 28 - Cañón de 75 mm, 29 - Escotilla del conductor, 30 - Ametralladora M1919A4

## Movilidad
El Ejército de los Estados Unidos exigió que el Sherman no sobrepasara ciertas dimensiones y pesos para poder cruzar puentes y circular por carreteras y campos para tener cierta flexibilidad estratégica, industrial, logística y táctica.
El Sherman tenía buena velocidad tanto en carretera como a campo través. Su desempeño en campo variaba. En el desierto, las orugas con zapatas de caucho del Sherman funcionaban bien. En el terreno de colinas de Italia, el Sherman podía alcanzar terrenos donde los tanques alemanes no llegaban. Sin embargo, en terrenos blandos, nevados o lodosos, las orugas relativamente estrechas hacían que el tanque se hundiese. Las experiencias soviéticas fueron similares y por ello se modificó el ancho para mejorar el agarre en la nieve. En los caminos helados tendía a resbalar. Los modelos como el M4A3E8 y otros equipados con suspensión HVSS corrigieron este problema, pero su número era bajo comparado con el total de M4 disponibles en 1945.

## Variantes

### Versiones M4
- M4 - Motor radial de 9 cilindros Continental R-975; casco soldado; en versiones con cañón de 75 mm o 105 mm. Algunos de los últimos M4 tenían casco compuesto soldado/fundido.
  - M4(105) - Actualizado con el cañón M4 105 mm.
  - M4(105) HVSS - M4(105) con suspensión HVSS (Horizontal Volute Spring Suspension).

- M4A1 - Motor Continental; casco fundido de una pieza; en versiones con cañón de 75 mm y 76 mm.
  - M4A1E4 / M4A1(76)W - Actualizado con cañón M1 76 mm.
  - M4A1E8 / M4A1(76)W HVSS - Actualizado con suspensión HVSS (Horizontal Volute Spring Suspension), equipado con el cañón M1 de 76 mm.
  - M4A1E9 - En un intento por mejorar la distribución de peso se instaló todo el sistema de rodaje apartado del casco del vehículo, permitiendo la utilización de ensanchadores a ambos lados de la oruga, además de algunas mejoras como la instalación de blindaje extra en los laterales (donde se sitúan los depósitos de munición), al costado derecho del mantelete (protegiendo al artillero y comandante) y también la adición de una escotilla en el techo de la torreta para el cargador (idéntica a las vistas en posteriores modelos de M4 equipados con torretas armadas con cañones de 75 mm). En algunas unidades puede encontrarse una cúpula para el comandante mejorada, idéntica a la que utilizaban los modelos con la torreta estilo T23 (torreta que monta el cañón M1 76 mm).

Esta versión mantuvo el cañón M3 75 mm.
- M4A2 - Motor diésel General Motors 6046; casco soldado; en versiones de 75 y 76 mm. Esta versión no fue utilizada en combate por el Ejército de los Estados Unidos, a excepción de algunas conversiones "Duplex Drive" en el día D.

El USMC adoptó el M4A2 como blindado de preferencia tras haber utilizado M4 y M4A1; posteriormente, hacia el final de la guerra, empezaron a utilizarse M4A3.
- - M4A2E8 / M4A2(76)W HVSS - Actualizado con suspensión HVSS (Horizontal Volute Spring Suspension), equipado con el cañón M1 de 76 mm.

- M4A3 - Motor V8 Ford GAA; casco soldado; en versiones de cañones de 75, 76 y 105 mm. El M4A3 fue el preferido por el Ejército de los Estados Unidos.
  - M4A3(75) - M4A3 con cañón M3 de 75 mm.
  - M4A3(105) - M4A3 con cañón M4 de 105 mm.
  - M4A3E2 Assault Tank - apodado después de la guerra como "Jumbo" - equipado con depósito de munición húmedo, blindaje adicional frente a la transmisión (127-138 mm), glacis frontal (101 mm), costados del casco (76 mm), torreta hecha en un molde de fundición más grueso (152 mm), mantelete modificado (177 mm) con un anillo blindado alrededor de la caña del cañón (300 mm). Cerca de 5-7 km/h (3-4 mph) más lento. Fabricado con el cañón de 75 mm pero con frecuencia rearmado con cañones de 76 mm. De fábrica equipado con orugas T48 (Bloque de caucho con un chevron) y ensanchadores (conectores alargados "pico de pato").
  - M4A3E4 / M4A3(76)W - M4A3 con cañón M1 de 76 mm.
  - M4A3E8 / M4A3(76)W HVSS - Actualizado con suspensión HVSS, equipado con el cañón M1 de 76 mm.
  - M4A3E9 / M4A3(105) HVSS - Actualizado con suspensión HVSS, equipado con el cañón M4 de 105 mm.

- M4A4 - Motor Chrysler A57; casco soldado alargado; solo fabricado con cañón de 75 mm. Muchos fueron rearmados por los británicos con su cañón QF de 17 libras (76,2 mm) como Sherman Firefly.

- M4A5 - Versión producida en Canadá conocida como tanque Ram.

- M4A6 - Motor radial refrigerado por aire, turbocargado y multi combustible Caterpillar D200A; casco compuesto soldado/fundido alargado de forma similar al M4A4; producido con cañón de 75 mm. Originalmente una orden de 775 vehículos fue pedida pero al seleccionarse el M4A3 como la versión preferida por el ejército de los Estados Unidos la orden fue acortada a solo 75, de ellos ninguno fue usado en combate.

- M51 Super Sherman - Versión repotenciada, fabricada en Israel, dotados con cañones de origen francés de 105 mm y sistemas de visión y puntería mejorados. Una vez dados de baja fueron transformados en distintos tipos de vehículos entre los que se cuentan obuses autopropulsados con un cañón de 155 mm y caña de 33 calibres. Fueron profusamente utilizados en unidades de primera línea hasta la introducción de los tanques Centurión.

Chile adquirió unos 150 de estos tanques, los cuales al final de su vida operativa fueron repotenciados con nuevos motores diésel, cajas de cambios automáticas Allison, radios, sistemas optrónicos para combate nocturno y en algunos casos cañones de 60 mm "Hyper Velocity", los cuales fueron desplegados en la zona norte de dicho país.
Todos los M-51, fueron reemplazados por Leopard 1V comprados a Holanda.

### Repotenciación argentina
En 1947 Argentina compró unos 450 M4 Sherman en Bélgica, variante británicas de los cuales 250 eran la versión Firefly armados con el cañón inglés M-1A1C de 17 libras. Hacia 1962 solamente quedaban en servicio 266, de los cuales 152 eran Firefly. En 1976, debido a la inminente posibilidad de guerra con Chile y a que el programa de desarrollo del TAM estaba aún en fase de prototipo, Argentina realizó un programa de actualización de 120 Sherman Firefly, obteniendo así los llamados Sherman Repotenciados.
Entre las modificaciones estaban mejoras en el tren de rodaje, suspensión, orugas (fabricadas en Argentina), reparación de cascos, cambio de motor y cambio de cañón. 
- El motor diésel Poyaud 520 se instaló en los tanques.
- El tren de rodaje se mejoró y conservó el sistema de amortiguación HVSS. Se adoptaron orugas tipo T-49.
- El cañón elegido fue el francés FTR de 105 mm y 44 calibres (construido en Argentina). Este utiliza municiones similares al AMX-13/105 y SK/105, siendo la penetrante la FMK-3 con carga hueca que perforaba 360 milímetros a 800 metros por segundo y la explosiva la FMK-1 como proyectil de fragmentación con efecto de 50 metros de diámetro. Este tiene un alcance efectivo de 1.500 metros y puede disparar diferentes tipos de proyectiles (fragmentación, carga hueca y fumígena-incendiaria).[69]

Sirvieron durante dos décadas en el Ejército Argentino y luego en el Paraguayo. Algunos vehículos recibieron arados barreminas y palas para realizar funciones de barreminas, siendo asignados a unidades TAM para ejecutar aperturas de brechas en áreas minadas o de obstáculos antitanque.

### Vehículos basados en el M4

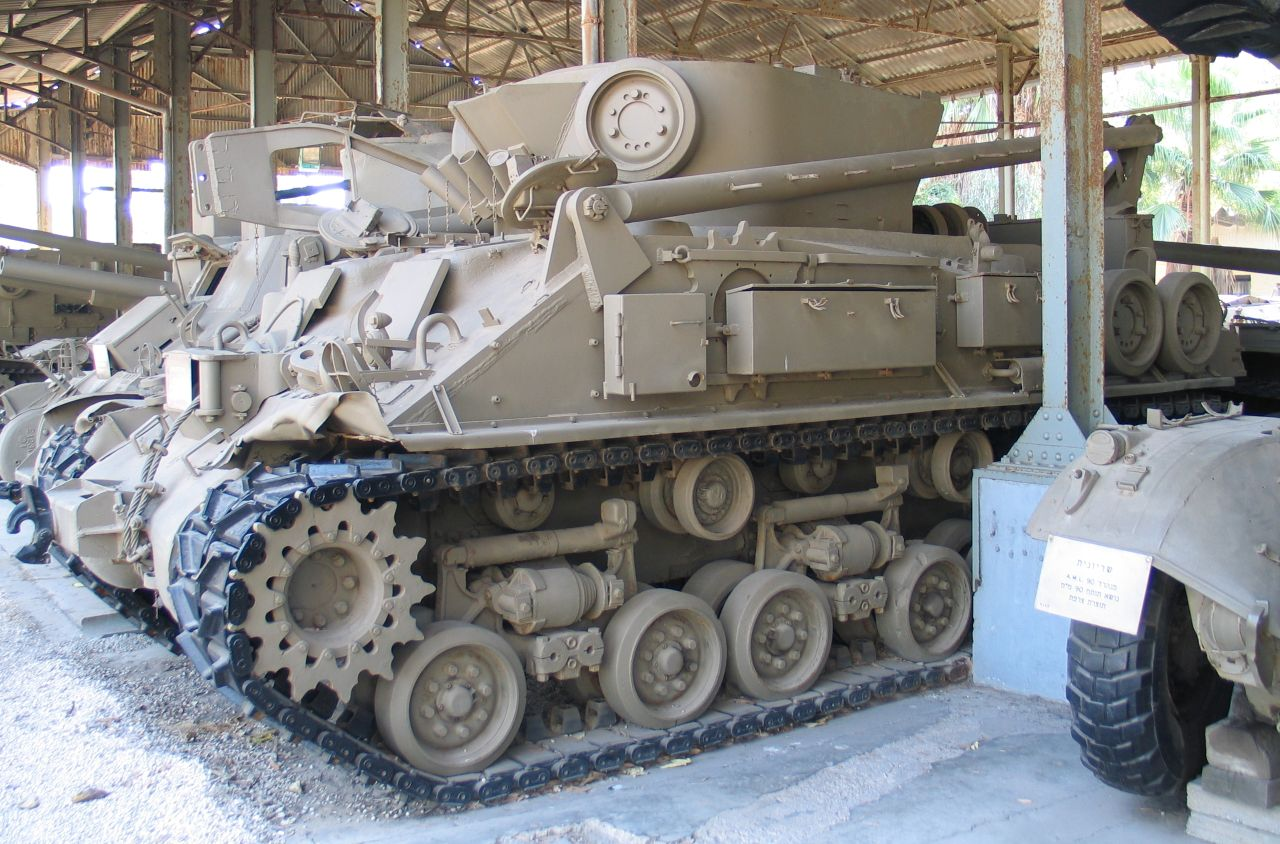
Un M32 TRV.

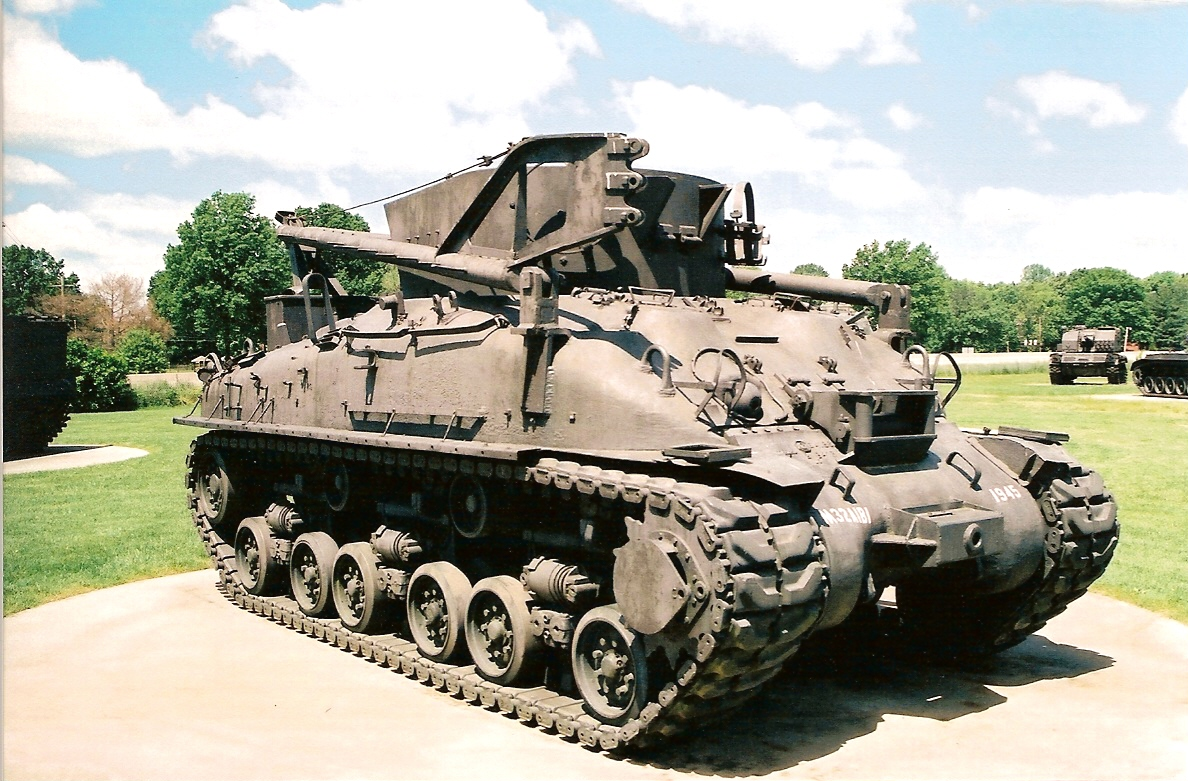
Vehículo blindado de recuperación M32A1B1.

Vehículos construidos en base al chasis del M4:
- 105 mm Howitzer Motor Carriage M7B1: cañón autopropulsado de 105 mm basado en el chasis del M4A3 Sherman.
- 155 mm Gun Motor Carriage M12: cañón autopropulsado de 155 mm.
- Cargo Carrier M30: transporte de municiones (un M12 sin cañón, con espacio para su tripulación y municiones).
- 155 mm Gun Motor Carriage M40: cañón autopropulsado de 155 mm (cañón M1A1 o M2) basado en el chasis del M4A3 (HVSS).
- 8in Howitzer Motor Carriage M43: obús autopropulsado de 8 pulgadas.
- 3in Gun Motor Carriage M10: cazacarros basado en el chasis del M4A2 Sherman.
  - 3in Gun Motor Carriage M10A1: igual que el M10 pero basado en el chasis del M4A3 Sherman.
- 90 mm Gun Motor Carriage M36: cazacarros basado en el casco del M10A1 (chasis del M4A3).

- Tank Recovery Vehicle M32: vehículo de recuperación basado en el chasis del M4, torreta reemplazada por un superestructura fija, con un cabrestante de 60 000 lb y un brazo pivotante en forma de A de 18 pies de largo. También se le añadió un mortero de 81 mm dentro del casco, principalmente para ejecutar pantallas de fuego.
  - Tank Recovery Vehicle M32B1: M32 con de chasis M4A1.
    - Tank Recovery Vehicle M32A1B1: M32B1 con suspensión HVSS; posteriormente se eliminó el mortero de 81 mm e incorporó mejoras en la grúa.

  - Tank Recovery Vehicle M32B2: M32 con de chasis M4A2.
  - Tank Recovery Vehicle M32B3: M32 con de chasis M4A3.
    - Tank Recovery Vehicle M32A1B3: M32B3 modificados al estándar M32A1B1.

  - Tank Recovery Vehicle M32B4: M32 con de chasis M4A4.

- M74 Tank Recovery Vehicle: actualización del M32 para proporcionar la misma capacidad con los tanques más pesados de posguerra, convertidos a partir de tanques M4A3 HVSS. En apariencia el M74 es muy similar al M32, equipado con una grúa en forma de A, un cabrestante de remolque principal, un cabrestante auxiliar y otro cabrestante utilitario manual. El M74 también tenía una pala frontal que podía ser usada como un soporte o como hoja de buldócer.
  - M74B1: iguales que los M74, pero convertidos a partir de M32B3.
- M34 Prime Mover: M32B1 TRV convertido en tractor de artillería. Fueron convertidos 24 vehículos por Chester Tank Depot en 1944.

### Variantes especiales

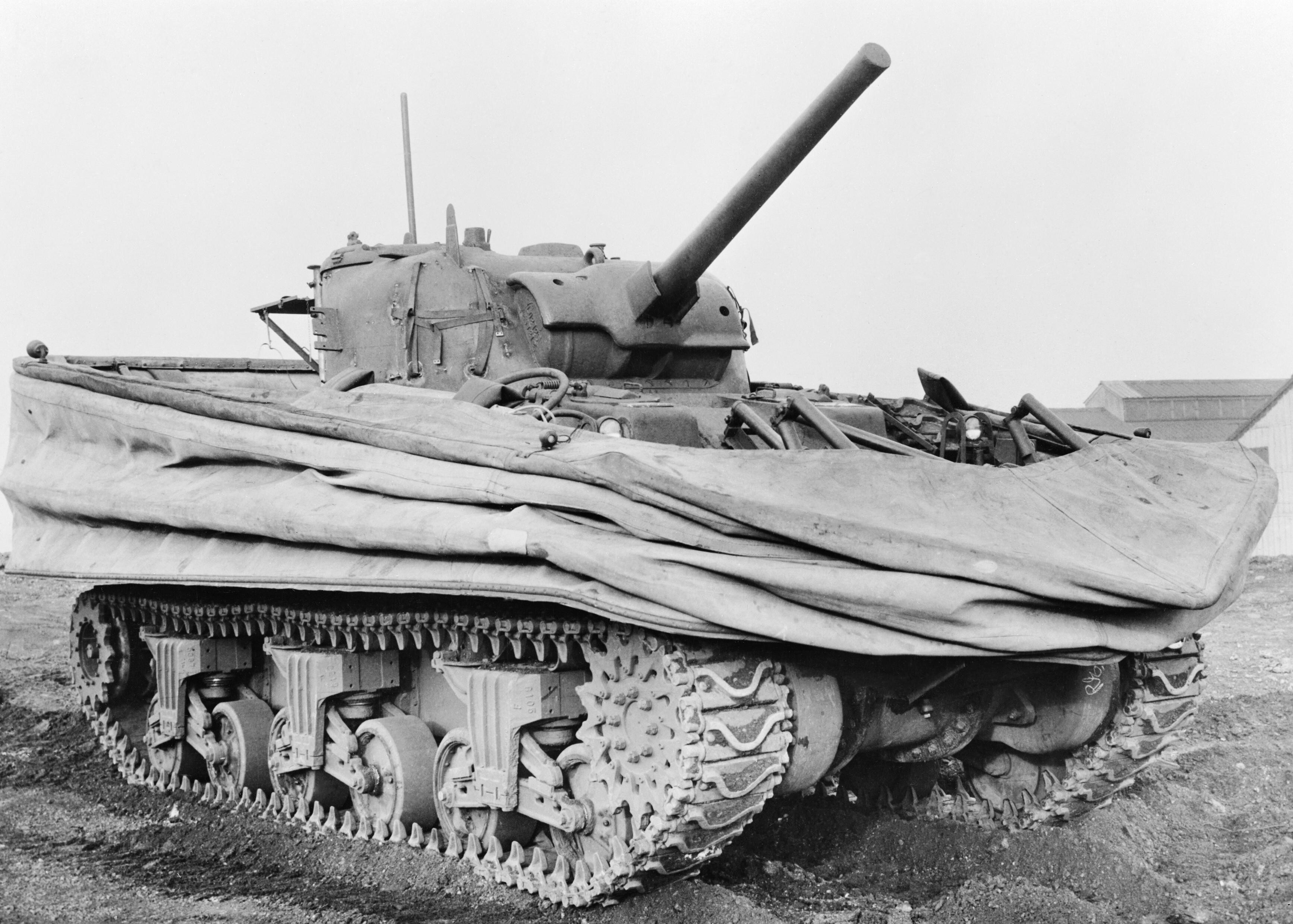
Un Sherman DD anfibio.

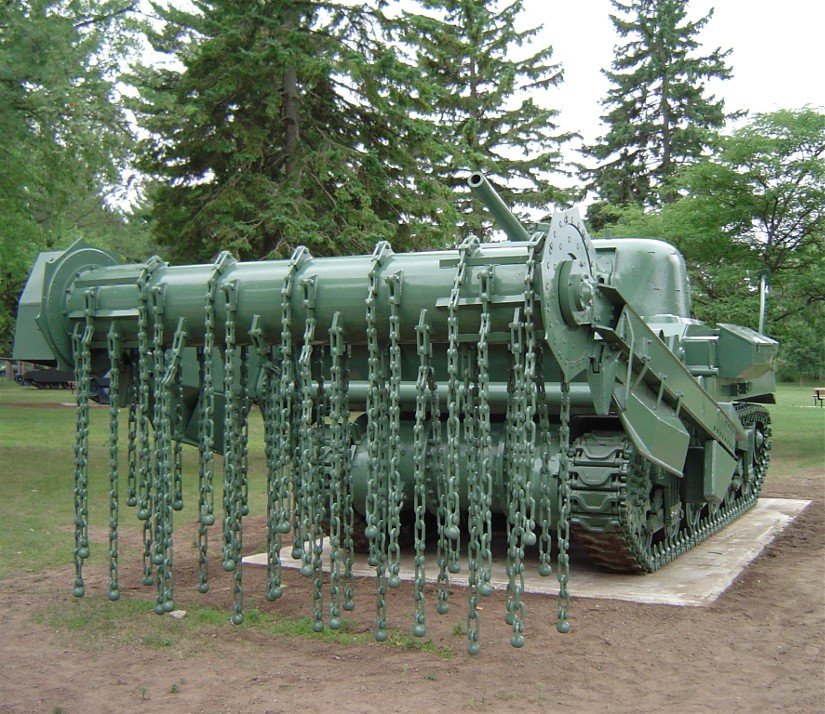
Una versión barreminas del Sherman.

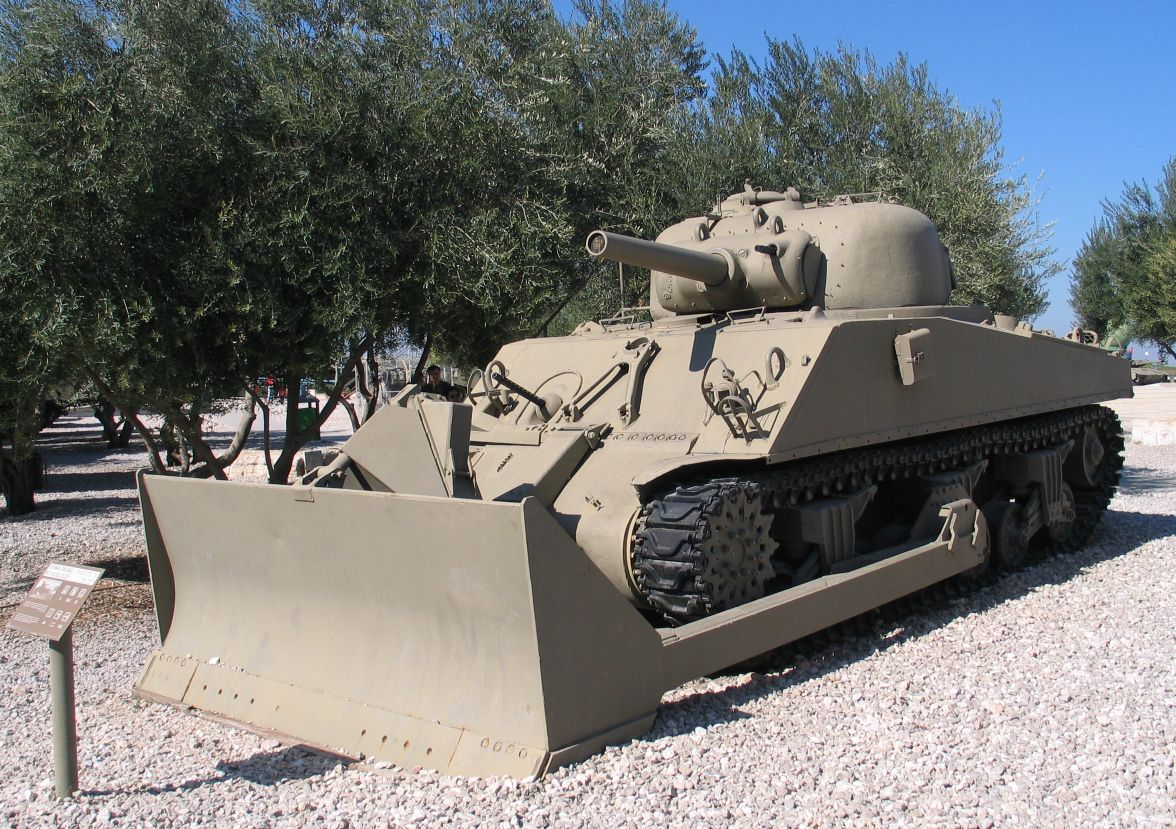
Un M4A3(105) Sherman con hoja de empuje.

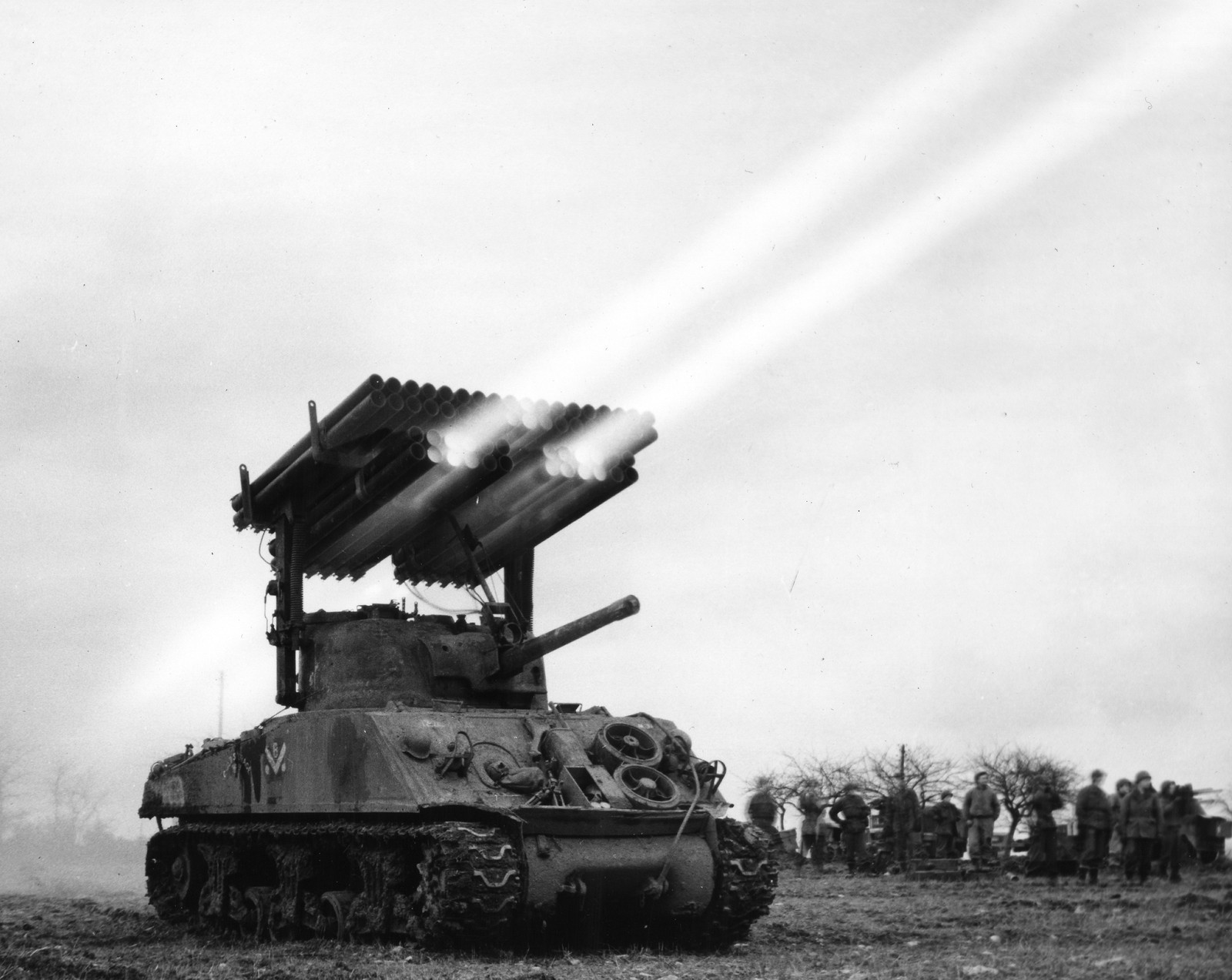
Un T34 Calliope disparando cohetes en Francia.

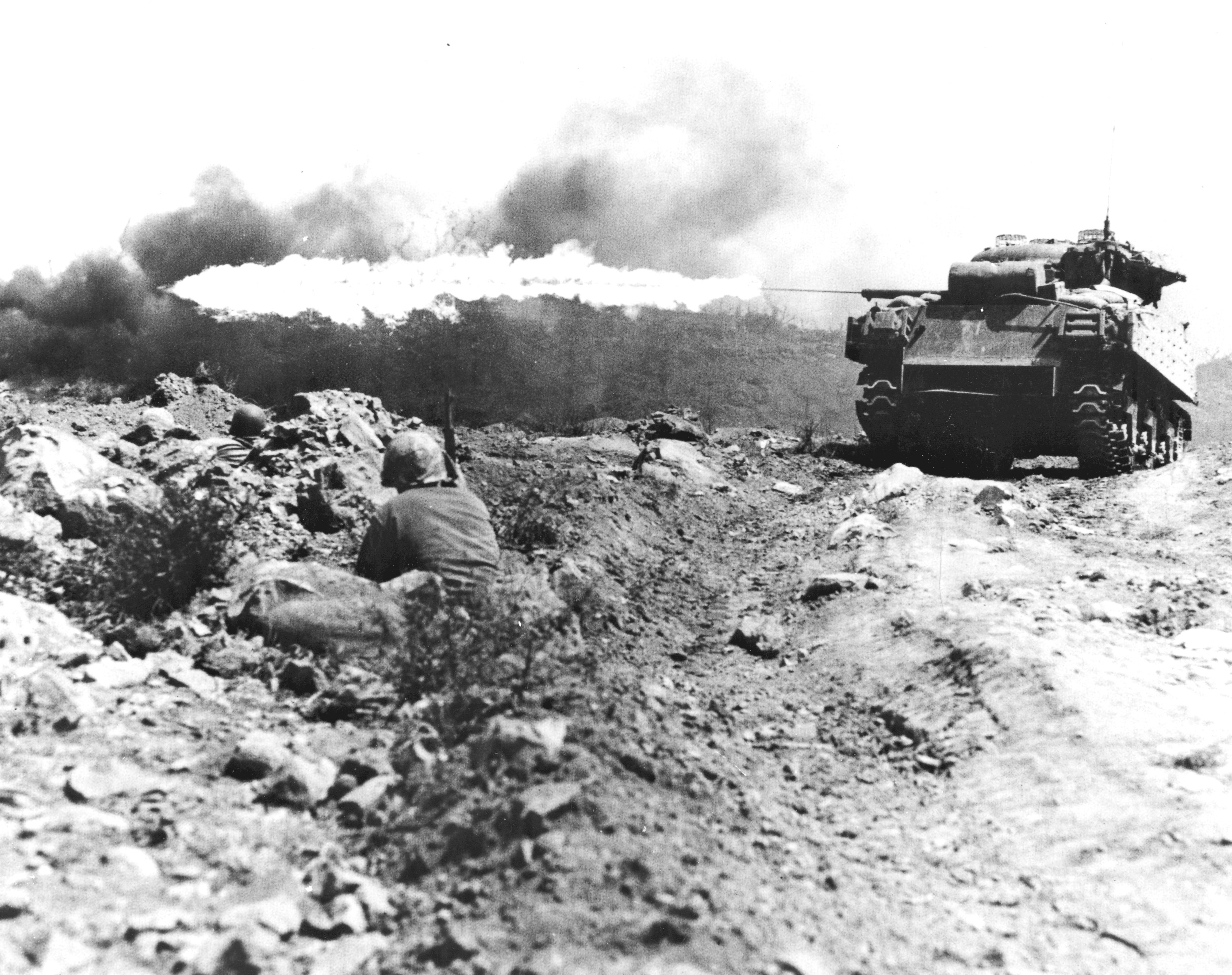
Un M4A3 usando el lanzallamas durante la Batalla de Iwo Jima.

Tanques M4 Sherman lanzacohetes, lanzallamas, barreminas, anfibios, de ingenieros, etc.; la mayoría experimentales (designados con una T en vez de una M).
- Sherman DD (Duplex Drive) - M4 anfibio.
- M4 Mobile Assault Bridge - Vehículo lanzapuentes.
- M4 Dozer - M4 equipado con una hoja de buldócer M1 (brazos laterales) o M2 (montante hidráulico).
- T15/E1/E2 - Una serie de Sherman resistentes a minas, basados en el kit T14. Cancelados al final de la guerra.

- Limpieza de minas:
  - Mine Exploder T1E1 Roller (Earthworm) - Discos hechos de placas blindadas.
  - Mine Exploder T1E2 Roller - Dos unidades delanteras solo con 7 discos. Experimental.
  - Mine Exploder T1E3/M1 Roller (Aunt Jemima) - Dos unidades delanteras con 5 discos de 10 pies. La variantes T1 más ampliamente utilizada, adoptada como M1.
  - Mine Exploder T1E4 Roller - 16 discos.
  - Mine Exploder T1E5 Roller - T1E3/M1 con ruedas más pequeñas. Experimental.
  - Mine Exploder T1E6 Roller - T1E3/M1 con discos de borde dentado. Experimental
  - Mine Exploder T2 Flail - Barreminas británico Sherman Crab I.
  - Mine Exploder T3 Flail - Basado en el barreminas británico Scorpion. Su desarrollo se detuvo en 1943.
    - Mine Exploder T3E1 Flail - T3 con brazos más largos y rotor relleno de arena. Cancelado.
    - Mine Exploder T3E2 Flail - Variante del E1, rotor reemplazado con un tambor de acero de mayor diámetro. Su desarrollo terminó al final de la guerra.

  - Mine Exploder T4 - Barreminas británico Crab II.
  - Mine Exploder T7 - Montura con dos rodillos pequeños con dos discos cada uno. Proyecto abandonado.
  - Mine Exploder T8 (Johnny Walker) - Émbolos de acero en una estructura pivotante diseñada para golpear el suelo. Se veía afectada la dirección del vehículo.
  - Mine Exploder T9 - Rodillo de 6 pies. Difícil de maniobrar.
    - Mine Exploder T9E1 - Versión aligerada, pero inefectiva porque no era capaz de explotar todas las minas.

  - Mine Exploder T10 - Unidad de control remoto diseñada para ser controlada por el siguiente tanque. Cancelado.
  - Mine Exploder T11 - 6 morteros de disparo frontal para detonar minas. Experimental.
  - Mine Exploder T12 - 23 morteros de disparo frontal. Aparentemente efectivo, pero cancelado.
  - Mine Exploder T14 - Modificación directa del Sherman, mejorado el blindaje de la parte inferior mejorado y orugas reforzadas. Cancelado.
  - Mine Excavator T4 - Dispositivo basado en un arado. Desarrollado durante 1942, pero abandonado.
  - Mine Excavator T5/E1/E2 - Variante del T4 con arado en forma de V. Los E1/E2 eran mejoras subsecuentes.
  - Mine Excavator T5E3 - T5E1/E2 conectado al mecanismo hidráulico de elevación del kit de buldócer M1 para controlar la profundidad.
  - Mine Excavator T6 - Basado en el T5, incapaz de controlar la profundidad.
  - Mine Excavator T2/E1/E2 - Basado en los T4/T5, pero manejado por el mecanismo de elevación hidráulico del kit de buldócer M1 para controlar la profundidad.

- Lanzacohetes:
  - Lanzacohetes T34 (Calliope) - Armado con un lanzacohetes múltiple de 60 tubos de 4 a 6 pulgadas, montados en un soporte sobre la torreta, dispuestos en una hilera 36 en la parte superior y dos de 12 en la inferior. Entró en combate de forma limitada en 1944-1945.
    - Lanzacohetes T34E1 - T34 con 14 tubos en las dos hileras inferiores.
    - Lanzacohetes T34E2 - T34 modificado para cohetes de 7,2 pulgadas.

  - Lanzacohetes T39 - Con 20 cohetes de 7,2 pulgadas montados en caja cerrada con puertas.
  - Lanzacohetes T40/M17 WhizBang - armado con 20 cohetes de 7,2 pulgadas. Entró en combate limitado en 1944-45.
  - Lanzacohetes T72 - Variante del T34 con tubos cortos. Versión nunca utilizada.
  - Lanzacohetes T73 - Similar al T40, pero solo con 10 tubos. Versión nunca utilizada.
  - Lanzacohetes T76 - M4A1 con lanzacohetes de 7,2 pulgadas en lugar del cañón principal. Versión nunca utilizada.
  - Lanzacohetes T105 - M4A1 con cohetes en lugar del cañón principal. Versión nunca utilizada.
  - Lanzacohetes Múltiple T99 - Dos cajas con 22 cohetes de 4,5 pulgadas montadas en la torreta. Versión nunca utilizada.
- M4A3R3 lanzallamas - Tanque lanzallamas, también conocido como "tanque Zippo".

## Usuarios
- Estados Unidos
- Reino Unido: Entre 1944 y 1945 fue producida una versión modificada del M4 denominada Sherman Firefly.
- Australia
- Canadá
- Unión Soviética (obtenidos a través del Lend-Lease)
- México 3 solo de recuperaccion
- República de China
- Chile
- Corea del Sur
- Cuba
- Dinamarca
- Egipto
- Filipinas
- Francia
- Japón (desde la posguerra; suministrado por EE. UU.)
- Italia (desde la posguerra)
- India
- Irán
- Israel
- Nueva Zelanda
- Nicaragua
- Países Bajos
- Argentina 120 Shermans modernizados en 1978
- Pakistán
- Paraguay ( 3 unidades en operaciones hasta el año 2018 donadas y repotenciadas por Argentina. Estado: retirado. )
- Perú 60 unidades[70]
- Polonia
- Portugal
- España Franquista: 30 (solo de recuperación).
- Alemania nazi (solo vehículos capturados)
- República Dominicana
- Turquía
- Yugoslavia
- Uruguay

### Desarrollos relacionados
- M10 Wolverine
- M36 Jackson
- M7 Priest
- M12 GMC
- T34 Calliope
- Sherman Firefly
- Ram (carro de combate)

### Carros de combate similares
- T-34
- Mk VIII Cromwell
- Panzer IV
- Nahuel DL-43